# Rhadinopsylla dolomydis
Rhadinopsylla dolomydis är en loppart som beskrevs av Smit 1957. Rhadinopsylla dolomydis ingår i släktet Rhadinopsylla och familjen mullvadsloppor. Inga underarter finns listade i Catalogue of Life.